# 12799 von Suttner
12799 von Suttner eller 1995 WF6 är en asteroid i huvudbältet som upptäcktes den 26 november 1995 av Kleť-observatoriet i Tjeckien. Den är uppkallad efter nobelpristagaren Bertha von Suttner.
Asteroiden har en diameter på ungefär 6 kilometer.